# Graafschap Brussel
Het Graafschap Brussel, ook geschiedkundig het Graafschap Ukkel of (Graafschap) Ukkel-Brussel genoemd, was een deelgraafschap van de Brabantgouw. De Brabantgouw wordt voor het eerst in het Verdrag van Meerssen (870) genoemd, waarbij toegelicht werd dat deze gouw uit vier deelgraafschappen bestond. 
Het graafschap Brussel situeert zich ongeveer tussen de rivieren de Zenne en de Dijle.
Omstreeks het jaar 1000 werd het met het Graafschap Leuven verbonden, naar men aanneemt dankzij het huwelijk tussen Gerberga van Neder-Lotharingen en Lambert I van Leuven.
Lange tijd werd aangenomen dat ook het West-Brabantse gebied tussen Dender en Zenne tot het graafschap Brussel behoorde. Er werd evenwel aangetoond dat zich daar een Duits rijksleen bevond. Dit werd pas omstreeks 1085/1086 door de graven van Leuven verworven onder vorm van een landgraafschap. Het Landgraafschap Brabant vormde de grondslag voor het in 1183/1184 opgerichte Hertogdom Brabant.